# Римсько-сардинські війни
Римсько-сардинські війни (лат.: Bellum Sardum) були серією конфліктів, які мали місце на Сардинії в період між ІІІ ст. до н. е. та І ст. н. е. У цих війнах брали участь римляни проти основних корінних племен, які населяли Сардинію: ілійці (пізніше іоли або діагесби), балари і корси Сардинії (біля сучасної Галлури). Боротьба проти сардинців за збереження контролю над прибережними містами займала значну частину зусиль Римської республіки та Римської імперії.

## Передумови
Перша Пунічна війна (264—241 рр. до н. е.) між Карфагеном та Римом призвела до того, що Карфаген був вимушений поступитися Сицилією. В 238 році до н. е. римляни захопили острова Сардинію та Корсику. В 232 році до н. е. вони розгромили армію галлів, які вторглися в Середню Італію. Після чого в 229—228 до н. е. Рим захопив частину італійського узбережжя. В 225—224 роки до н.е. римські війська окупували Циспаданську Галлію, а в 223—220 до н. е. — Траспанданську, та встановили контроль над Північною Італією.

## Захоплення Сардинії
Рим і Сиракузи допомагали своїм недавнім ворогам, остерігаючись, що африканські повстання (240-239 рр. до н.е) перекинуться на їх території. Коли в Сардинії також збунтувалися карфагенскі найманці та запропонували здати острів римлянам, ті відмовилися. Так само Рим відповів на аналогічну пропозицію бунтівної Утіки.
В обмін на захоплених карфагенянами італійських купців, які почали було постачати повсталих товарами, римляни повернули карфагенских полонених, які залишилися від сицилійської війни (264–241 до н. е). Сенат заборонив італікам торгувати з бунтівниками і, навпаки, всіляко рекомендували забезпечувати карфагенян. Карфагенському уряду було навіть дозволено набирати найманців в Італії. Гієрон також допомагав Карфагену у важкі хвилини облоги. Втім, його допомога крім класової солідарності диктувалася зовсім реальними політичними міркуваннями: він не хотів повного ослаблення Карфагену, так як це надмірно посилило б Рим і поставило б під загрозу незалежність Сиракуз.

Сардинія

Приязна позиція Риму стала змінюватися до кінця повстання, коли вже було ясно, що Карфаген переможе. У 238 році до н. е. сардинські заколотники, яких сильно тіснили туземці, вдруге звернулися до Риму з попередньою пропозицією. На цей раз сенат висловив згоду і став готувати експедицію для окупації острова. Карфагенський уряд висловив протест і, в свою чергу, почав споряджати флот. Римляни скористалися цим, щоб оголосити Карфагену війну. Але виснажені карфагеняни вести нову війну, звичайно, не могли. Вони відмовилися від Сардинії і заплатили Риму 1,2 тис. талантів додаткової контрибуції. Таким чином, Рим без війни придбав великий острів, стратегічне значення якого для Італії було дуже велике, так як він разом з Корсикою прикривав її із заходу. Однак реально опанувати Сардинією було нелегко: потрібен був ряд експедицій, щоб зломити опір войовничих і волелюбних туземців. Тільки в 227 році Корсика і Сардинія були організовані в провінцію, подібно Сицилії. Для управління нею в Римі став щорічно призначатися четвертий претор. Все населення обох островів було обкладено десятиною.
Завоювання Римом острова мало істотне значення для італійської держави. В умовах екстенсивної античної економіки захоплення зазначених територій лінійно збільшував економічний потенціал держави, доставляв додатковий продукт, кількість якого дозволяло не тільки утримувати війська на островах, але і збільшувати дохідну частину римського бюджету, в тому числі хлібом, сіллю, металами (стратегічними продуктами) і рабами (низької, втім, на думку античних авторів, якості). Відповідно і зусилля Рима у Другій Пунічній війні були спрямовані на утримання в своїх руках острова, як джерела стратегічних ресурсів. Карфагену ж було необхідно вибити римлян з Сардинії, щоб, принаймні, позбавити Рим доходів з острова, а при хорошому розкладі і самому отримувати ресурси наявних в Сардинії.
Протягом декількох сотень років Сардинія знову і знову змінювала адміністративну владу, що говорить про труднощі, з якими римляни стикалися при управлінні островом. Караліс був єдиним містом з римськими цивільними правами в поселенні, і острів часто використовувався як місце заслання на материк.